# 専任
| ウィキペディアには「専任」という見出しの百科事典記事はありません（タイトルに「専任」を含むページの一覧/「専任」で始まるページの一覧）。 代わりにウィクショナリーのページ「専任」が役に立つかもしれません。 |